# Красный луциан
Красный луциан (лат. Lutjanus argentimaculatus) — вид лучепёрых рыб из семейства луциановых. Широко распространены в Индо-Тихоокеанской области. Максимальная длина тела 120 см.

## Описание
Тело веретенообразное, умеренно высокое, его высота укладывается 2,5—3,1 раза в стандартную длину тела. Рыло немного заострённое. Предглазничная кость относительно широкая, её ширина обычно больше диаметра глаза. Хорошо развиты предглазничные выемка и выпуклость. Зубы на сошнике расположены серпообразно, без срединного выступа. Язык с зубами. На первой жаберной дуге 16—20 жаберных тычинок, из них 9—12 на нижней части (включая рудиментарные). В спинном плавнике 10 жёстких и 13—14 мягких лучей. В анальном плавнике 3 жёстких и 8 мягких лучей. Задний край спинного и анального плавников закруглённый или усечённый. В грудных плавниках 16—17 мягких лучей. Хвостовой плавник выемчатый. Над боковой линей ряды чешуй расположены параллельно боковой линии, или параллельны под колючей частью спинного плавника и косо поднимаются к спинной поверхности в задней части тела.
Максимальная длина тела 120 см, обычно до 80 см. Максимальная масса тела 14,5 кг.
Верхняя часть тела и бока от зеленовато-коричневого до красноватого цвета, брюхо серебристое или беловатое. Особи, обитающие на больших глубинах, полностью красноватые. У молоди по бокам тела проходят 8 беловатых полос и 1—2 голубые линии через щёки.

## Биология
Молодь и неполовозрелые особи красного луциана обитают в манграх эстуариев, приливных заливчиках и устьях рек. Взрослые особи откочёвывают дальше от берега и образуют небольшие скопление у коралловых и скалистых рифов на глубине до 100 м.
Питаются преимущественно в ночные часы. В состав рациона входят рыбы, ракообразные, брюхоногие и головоногие.
Самки красного луциана впервые созревают в возрасте 14 лет при длине тела 56,4 см; а самцы на год раньше при длине тела 55,8 см. В Персидском заливе у берегов Абу-Даби нерестятся в сентябре — октябре в открытых морских водах. Нерест порционный. Средняя плодовитость за один нерестовый сезон составляет 4 млн икринок. Икра и личинки планктонные. В конце лета по достижении длины 2 см молодь перемещается в эстуарии.
Продолжительность жизни по данным разных авторов составляет от 31 до 57 лет.

## Ареал
Широко распространены в Индо-Тихоокеанской области: от Красного моря вдоль побережья восточной Африки и на восток до Самоа и островов Лайн; на север до островов Рюкю и на юг до Австралии. Через Суэцкий канал проникли в Средиземное море, но не достигли здесь высокой численности.

## Взаимодействие с человеком
Красный луциан является ценной промысловой рыбой, хотя общие мировые уловы невелики. Промысел ведётся донными тралами, жаберными сетями, ручными и донными ярусами. Больше всех ловят Малайзия и Пакистан.
| Год                            | 2007 | 2008 | 2009 | 2010 | 2011 | 2012 | 2013 | 2014 | 2015 | 2016 |
| Мировые уловы, тыс. т          | 11,8 | 11,0 | 11,1 | 10,1 | 11,1 | 11,3 | 13,2 | 12   | 10,8 | 9,8  |
| Продукция марикультуры, тыс. т | 4,6  | 3,5  | 4,8  | 5,05 | 5,3  | 4,4  | 5,4  | 10,3 | 10,4 | 10,4 |

При употреблении в пищу красного луциана отмечались случаи заболевания сигуатерой.
Международный союз охраны природы присвоил этому виду охранный статус «Вызывающий наименьшие опасения».